# Deporte femenino
Deporte femenino es un término utilizado para describir deportes y ligas de deportes donde las deportistas son exclusivamente mujeres. 
Los deportes femeninos, tanto aficionados como profesionales, han existido en todo el mundo durante siglos en todas las variedades de deportes. La participación y popularidad de las mujeres en los deportes aumentaron dramáticamente en el siglo XX, especialmente en el último cuarto de siglo, reflejando cambios en las sociedades modernas que enfatizan la paridad de género. Aunque el nivel de participación y rendimiento aún varía mucho según el país y el deporte, los deportes femeninos son generalmente aceptados en todo el mundo en la actualidad.
Sin embargo, a pesar del aumento de la participación de las mujeres en los deportes, persiste una disparidad en las tasas de participación entre mujeres y hombres. Estas disparidades prevalecen a nivel mundial y continúan obstaculizando la igualdad en los deportes. Muchas instituciones y programas siguen siendo conservadores y no contribuyen a la equidad de género en el deporte.

## Eventos
Los primeros eventos deportivos femeninos, los Juegos Hereos, se desarrollaron en la Antigua Grecia en el año 600 a. C. En los Juegos Olímpicos de 1896 no hubo pruebas de mujeres, las que se incorporaron en los Juegos Olímpicos de 1900.

### Disciplinas
- Boxeo femenino
- Mujeres en deportes de motor
- Fútbol femenino
- Fútbol australiano femenino
- Baloncesto femenino
- Netball
- Hockey sobre césped femenino
- Roller Derby
- Vóleibol femenino
- Lacrosse femenino
- Béisbol  femenino
- Basketball femenino
- Ciclismo
- Tenis

### Competiciones
- WNBA (básquetbol)
- LPGA (golf)
- WTA (tenis)
- Copa Mundial Femenina de Fútbol
- Copa Mundial de Hockey Femenino
- Copa Mundial de Voleibol Femenino
- Campeonato Mundial de Baloncesto Femenino
- Campeonato Mundial de Balonmano Femenino
- Campeonato Mundial de Sóftbol Femenino
- Campeonato Mundial de Gimnasia Rítmica
- Copa Libertadores de América Femenina
- Liga de Campeones de la UEFA femenina
- Queens League